# Centar za sigurniji internet
Centar za sigurniji Internet (CSI) je hrvatski nacionalni centar za sigurnost djece na internetu, osnovan 5. lipnja 2012 godine u Zagrebu. Osnovan je od strane Hrvatske akademske i istraživačke mreže – CARNet, Tehničkog veleučilišta u Zagrebu, Ministarstva unutarnjih poslova, Ministarstva uprave, Poliklinike za zaštitu djece grada Zagreba, Agencije za zaštitu osobnih podataka i Udruge Suradnici u učenju. Centar djeluje putem internet stranice www.csi.hr. Kroz centar se objedinjuju aktivnosti organizacija koje se trenutno u Hrvatskoj bave ovom problematikom iz različitih aspekata - psiholoških, pedagoških, računalnih, informacijskih, zakonodavnih, socioloških i sl. Time se omogućuje: djeci, roditeljima, učiteljima, nastavnicima ali i ostalim korisnicima interneta, da na jednom mjestu mogu pronaći informacije i edukativne materijale koji pokrivaju sve navedene aspekte sigurnosti djece na internetu, te mogućnost prijave eventualne povrede on-line sigurnosti djece.
Informativni i edukativni materijali koje Centar izrađuje u suradnji sa svojim partnerima obuhvaćaju sljedeće teme:
- zaštitu osobnih podataka i privatnosti
- online suradnju i komunikaciju
- online učenje i istraživanje
- sigurno pretraživanje interneta,
- stvaranja poznanstava, druženja s prijateljima i online zabava

Djeca i mladi kroz internet tehnologije pronalaze nove prostore za kreiranje životnog stila i ispunjavanje slobodnog vremena različitim aktivnostima.
Pitanje sigurnosti djece i mladih na internetu vrlo je teško osigurati bez adekvatnog sagledavanja i podizanja razine znanja onih koji ih trebaju poduprijeti i zaštititi, a to su prvenstveno roditelji i učitelji osnovnih škola. U ponašanju djece potrebno je razviti mehanizme za filtriranje i blokiranje mnoštva sadržaja, kako bi izgradili učinkovite strategije donošenja odluka, te razvili kritičku medijsku pismenost.

## Strateški ciljevi
- Zajednički promicati računalnu i informacijsku sigurnost u Republici Hrvatskoj;
- Izrađivati, prilagođavati, te objedinjavati postojeće materijale o sigurnosti na internetu s različitih aspekata (psiholoških,pedagoških, računalnih, informacijskih, zakonskih, i slično) za djecu, mlade, roditelje, učitelje i nastavnike te ih objavljivati na web stranicama www.sigurnijiinternet.hr i www.saferinternet.hr;
- Zalagati se za institucionalizirano uvođenje računalne i informacijske sigurnosti u obrazovni sustav, npr. kao dio nastavnog programa informatike za osnovne i srednje škole;
- Raditi na tome da, kad se dogodi problem/prekršaj/incident, korisnik što jednostavnije pronađe relevantnu službu kojoj navedeni događaj treba prijaviti;
- Omogućiti prijavu nezakonitih, štetnih i opasnih sadržaja i aktivnosti;
- Omogućiti ostalim zainteresiranim stranama da postanu partneri Centra za sigurniji Internet, kako bi svojim djelovanjem sudjelovali u realizaciji ciljeva i akcijama koje Centar pokrene, te svojim djelovanjem promovirali aktivnosti Centra;
- Surađivati s međunarodnim institucijama i udrugama koje se bave sigurnijim internetom.

## Portal CSI
Web portal je dio projekta Centra za sigurniji Internet, čiji je nositelj Tehničko veleučilište u Zagrebu i Hrvatska akademska i istraživačka mreža – CARNet. Portalom se želi stvoriti središnje mjesto na kojem će se prikupljati i objavljivati materijali vezani uz tematiku računalne i informacijske sigurnosti djece na internetu.
Time portal za sigurniji Internet ima informativnu i obrazovnu ulogu. Tim stručnih osoba približit će probleme sigurnosti djece i mladih na Internetu iz različitih aspekata – računalnog, informacijskog, pedagoškog, psihološkog, zakonodavnog i sl.

## Dan sigurnijeg interneta
Dan sigurnijeg interneta obilježava se u veljači svake godine. Tada diljem Europe ali i svijeta, pa tako uključujući i Hrvatsku, se provode razne manifestacije kroz škole i javne prostore s ciljem da se skrene pozornost javnosti na važnost sigurnog korištenja interneta u djece. U tom smislu organiziraju se informativne radionice za djecu i roditelje, osiguravaju se mjesta na javnim prostorima s informacijama o problematici sigurnosti na internetu, u školama se kroz cijeli mjesec potiče na likovne i multimedijske radionice s djecom, čiji se radovi prezentiraju kroz izložbe.
Europski centar za sigurniji internet ima naziv Insafe. Na stranici europskog centra nalazi se mreža nacionalnih centra svake države članice Europske unije.

## Vanjske poveznice
- Službene stranice Centra za sigurniji internet
- Europske stranice centra